# 小行星1169
小行星1169（1169 Alwine）是一颗围绕太阳公转的小行星。1930年8月30日，马克斯·沃夫、馬里奧·A·費雷羅（Mario A. Ferrero）在海德堡发现了此天体。
这颗小行星的绝对星等为176.9043436166511等。